# Dražen Vrh, Sveta Ana
Dražen Vrh je naselje v Občini Sveta Ana.